# معبد النار هارباك
معبد النار هارباك (بالفارسية: آتشکده هارپاک) هو معبد نار تاريخي يعود إلى عصر الساسانيين، ويقع في مقاطعة نطنز.